# NGC 132
NGC 132 es una galaxia espiral localizada en la constelación de Cetus. Fue descubierta en 1790 por William Herschel.

## Apariencia
William Herschel describió la galaxia espiral como "bastante débil, considerablemente grande, redonda, muy gradualmente poco brillante en el centro, moteada pero no resuelta". El 12 de octubre de 1827, John Herschel lo observó nuevamente.